# سام بلاک چرچ (ویرجینیای غربی)
سام بلاک چرچ (به انگلیسی: Sam Black Church) یک منطقهٔ مسکونی در ایالات متحده آمریکا است که در شهرستان گرین‌بریر، ویرجینیای غربی واقع شده‌است.